# Земля кочевников
«Земля́ коче́вников» (англ. Nomadland) — американский драматический фильм 2020 года, основанный на одноимённой документальной книге Джессики Брудер. Сценаристом, монтажёром, продюсером и режиссёром картины является Хлоя Чжао. Главная героиня в исполнении Фрэнсис Макдорманд — пожилая американка, которая после смерти мужа и потери постоянной работы решает покинуть родной городок и странствовать по Америке, живя в фургончике и ведя кочевой образ жизни.
Премьера «Земли кочевников» состоялась 11 сентября 2020 года на 77-м Венецианском кинофестивале, где фильм завоевал главный приз — «Золотого льва». Он получил ещё и приз зрительских симпатий на кинофестивале в Торонто. «Земля кочевников» вышла в ограниченный недельный прокат в США 4 декабря 2020 года, 29 января 2021 года была выпущена компанией Searchlight Pictures в некоторых кинотеатрах IMAX, а с 19 февраля стала доступна в цифровом формате на Hulu.
Фильм получил всеобщее признание от критиков за режиссуру, сценарий, монтаж, операторскую работу и актёрскую игру (в особенности Фрэнсис Макдорманд). На 93-й церемонии вручения наград премии «Оскар» он получил шесть номинаций, а потом — премии «Лучший фильм», «Лучшая режиссура» и «Лучшая актриса» (Макдорманд). Хлоя Чжао стала второй женщиной-режиссёром в истории, получившей эту награду.
Фильм получил четыре номинации на «Золотой глобус», в итоге завоевав эту премию в категориях «Лучший драматический фильм» и «Лучший режиссёр». Он был представлен в семи номинациях на 74-й церемонии BAFTA и одержал победу в четырёх из них: «Лучший фильм», «Лучшая режиссура» (Хлоя Чжао), «Лучшая женская роль» (Фрэнсис МакДорманд) и «Лучшая операторская работа» (Джошуа Джеймс Ричардс).

## Сюжет
В 2011 году женщина по имени Ферн теряет работу после закрытия в городке Эмпайр, штат Невада, завода по производству гипсокартона, на котором она работала в течение многих лет вместе со своим мужем, умершим некоторое время назад. Ферн решает продать большую часть своего имущества и купить фургон, чтобы жить в нём и путешествовать по стране в поисках работы. Зимой она устраивается на сезонную работу в сортировочный центр Amazon.
Линда, подруга и коллега, приглашает Ферн посетить «рандеву бродяг на колесах», проходящий посреди пустыни в Кварцсайте (штат Аризона). Его организует Боб Уэлсс, который поддерживает «кочевников», нуждающихся в помощи. Ферн отказывается, но меняет свое мнение с наступлением холодов, когда ей не удаётся найти новую работу. На слёте Ферн знакомится с «кочевниками» и учится основным навыкам выживания и самообеспечения на дороге.
Когда у фургона Ферн спускает шина, она обращается к живущей по соседству «кочевнице» по имени Суонки и просит подбросить её в город. Та помогает ей залатать колесо; они становятся хорошими подругами. Суонки рассказывает Ферн, что у неё диагностирован рак с метастазами и ей осталось жить меньше года, но она не намерена сидеть взаперти в больнице и собирается отправиться на Аляску, о которой у неё остались хорошие воспоминания. В конце концов они расстаются.
Ферн устраивается на работу администратором лагеря в кемпинге «Кедровый перевал» в национальном парке Бэдлендс, где она вновь встречает Дэвида, ещё одного «кочевника», с которым она познакомилась в пустыне на танцах. Дэвид тоже работает в Бэдлендсе; когда он оказывается в больнице, Ферн навещает его перед операцией. Позже они работают в забегаловке «Уолл Драг» в Южной Дакоте. Однажды в ресторан приходит Питер, взрослый сын Дэвида, который рассказывает, что его жена беременна, и просит Дэвида повидаться с внуком. Тот колеблется, но Ферн уговаривает его отправиться к семье. Дэвид предлагает ей поехать вместе с ним, но она отказывается.
Ферн устраивается на новую работу на завод по переработке сахарной свёклы. Её фургон ломается, она навещает сестру в Калифорнии, и та одалживает ей деньги на ремонт. Сестра спрашивает, почему Ферн никогда не было рядом в их жизни и почему она осталась в Эмпайр после смерти мужа. Позже Ферн навещает Дэвида и его сына; она узнает, что Дэвид решил надолго остаться с семьёй. Он признаётся ей в своих чувствах и предлагает навсегда поселиться в гостевом доме, но спустя всего несколько дней Ферн решает уехать и отправляется к океану.
Ферн возвращается на сезонную работу в Amazon, позже снова приезжает на слёт в Аризоне. Она узнает, что Суонки умерла, и вместе с другими «кочевниками» отдает дань её памяти. Ферн рассказывает Бобу о своих отношениях с покойным мужем, а Боб делится историей недавнего самоубийства своего взрослого сына. Боб придерживается мнения, что у кочевников не бывает окончательного «прощай»: они всегда говорят «Увидимся на дороге!».
Спустя некоторое время Ферн возвращается в заброшенный Эмпайр, чтобы избавиться от вещей, которые она хранила на складе. Перед тем, как снова отправиться в путь, она посещает завод и дом, в котором жила вместе с мужем.

## В ролях
- Фрэнсис Макдорманд — Ферн
- Дэвид Стрэтэйрн — Дэвид
- Линда Мэй — Линда Мэй
- Суонки — Суонки
- Боб Уэлсс[англ.] — Боб
- Дерек Эндрес — Дерек
- Питер Спирс[англ.] — Питер

## Производство
Фрэнсис Макдорманд и Питер Спирс в 2017 году купили права на экранизацию книги Джессики Брудер «Земля кочевников: Выжить в Америке XXI века». После просмотра фильма Хлои Чжао «Наездник» на кинофестивале в Торонто в 2017 году Макдорманд решила предложить Чжао участие в проекте. Она и Спирс встретились с Чжао на 33-й церемонии вручения премии «Независимый дух» в марте 2018 года, и та согласилась стать сценаристом и режиссёром фильма.
Съёмки проходили в течение четырёх месяцев в 2018 году, при этом Чжао приходилось делить график между съёмочной площадкой и предпроизводством фильма «Вечные». Съёмочная группа жила в фургонах в течение всего периода съемок. В картине снялись Дэвид Стрэтэйрн, настоящие кочевники Линда Мэй, Суонки и Боб Уэлсс. Макдорманд, Спирс, Молли Эшер, Дэн Дженви и Чжао выступили в роли продюсеров.

## Прокат
В феврале 2019 года компания Searchlight Pictures купила права на мировой прокат «Земли кочевников». Премьера фильма состоялась на 77-м Венецианском кинофестивале 11 сентября 2020 года, в тот же день он был показан на кинофестивале в Торонто.
Выход фильма в прокат планировался на 4 декабря 2020 года, но Searchlight отложил его до 19 февраля 2021 года из-за пандемии COVID-19. Фильм демонстрировался в некоторых американских кинотеатрах IMAX с 29 января 2021 года, а 19 февраля вышел в широкий прокат в США и в тот же день стал доступен на Hulu.
Searchlight не разглашает сумму сборов «Земли кочевников». По данным других источников, фильм заработал 170 000 долларов за время двухнедельного показа в IMAX, а затем 503 000 долларов в 1175 кинотеатров в первый уикенд широкого проката (всего 673 000 долларов. Во второй уикенд он собрал примерно 330 000 долларов в 1200 кинотеатрах, что составило в общей сложности 1 млн долларов за четыре недели.

## Оценки
На сайте Rotten Tomatoes фильм имеет рейтинг 94 % на основе 356 отзывов со средней оценкой 8,8/10. Консенсус критиков гласит: «„Земля кочевников“ — это поэтический этюд забытого и угнетённого, который прекрасно отражает беспокойство после экономического кризиса 2008 года». На Metacritic средневзвешенная оценка составляет 94 из 100 на основе 49 рецензий, что свидетельствует о «всеобщем признании».
На сайте IMDb среди 65 000 отзывов картина получила рейтинг 7,5. Пользователи русскоязычного интернет-сервиса «Кинопоиск» оценили фильм в 7,3 балла. Критики видят в «Земле кочевников» продолжение традиций американской культуры, связанных с жанром вестерн и с прозой битников.
Награды и номинации
«Земля кочевников» завоевала «Золотого льва» на 77-м Венецианском кинофестивале, а также приз зрительских симпатий на Международном кинофестивале в Торонто. Фильм получил четыре номинации на 78-й церемонии вручения премии «Золотой глобус» и завоевал победу в категориях «Лучший драматический фильм» и «Лучший режиссёр»; Хлоя Чжао стала второй женщиной и первой азиаткой, признанной лучшим режиссёром. Он получил шесть номинаций на 26-й церемонии вручения премий «Выбор критиков» и пять номинаций на 36-й церемонии вручения премий «Независимый дух». На 27-й церемонии вручения премий Гильдии киноактеров США Макдорманд была номинирована в категории «Лучшая актриса». Национальный совет кинокритиков США и Американский институт киноискусства включили «Землю кочевников» в список десяти лучших фильмов 2020 года.
На 93-й церемонии вручения наград премии «Оскар» «Земля кочевников» получила 6 номинаций, а потом — премии «Лучший фильм», «Лучшая режиссура» и «Лучшая актриса» (Макдорманд). Хлоя Чжао стала второй женщиной-режиссёром в истории, получившей эту награду.
| Награда                                        | Дата вручения    | Категория                                  | Номинанты и получатели                                              | Результат    | П.            |
| ---------------------------------------------- | ---------------- | ------------------------------------------ | ------------------------------------------------------------------- | ------------ | ------------- |
| Международный кинофестиваль в Торонто          | 20 сентября 2020 | «Выбор народа»                             | Хлоя Чжао                                                           | Победа       | [ 20 ]        |
| Венецианский кинофестиваль                     | 12 сентября 2020 | Золотой лев                                | Хлоя Чжао                                                           | Победа       | [ 18 ] [ 19 ] |
| Венецианский кинофестиваль                     | 12 сентября 2020 | Премия «Честная игра»                      | Хлоя Чжао                                                           | Победа       | [ 18 ] [ 19 ] |
| Венецианский кинофестиваль                     | 12 сентября 2020 | Премия SIGNIS                              | Хлоя Чжао                                                           | Победа       | [ 18 ] [ 19 ] |
| Кинофестиваль на острове Коронадо              | 14 ноября 2020   | Премия имени Леонарда Малтина              | Хлоя Чжао                                                           | Победа       | [ 29 ]        |
| Награда Общества кинокритиков Бостона          | 13 декабря 2020  | Лучший фильм                               |                                                                     | Победа       | [ 30 ]        |
| Награда Общества кинокритиков Бостона          | 13 декабря 2020  | Лучший режиссёр                            | Хлоя Чжао                                                           | Победа       | [ 30 ]        |
| Награда Общества кинокритиков Бостона          | 13 декабря 2020  | Лучший оператор                            | Джошуа Джеймс Ричардс                                               | Победа       | [ 30 ]        |
| Награда Общества кинокритиков Бостона          | 13 декабря 2020  | Лучший монтаж                              | Хлоя Чжао                                                           | Второе место | [ 30 ]        |
| Награда Сообщества кинокритиков Нью-Йорка      | 18 декабря 2020  | Лучший режиссёр                            | Хлоя Чжао                                                           | Победа       | [ 31 ]        |
| Награда Ассоциации кинокритиков Лос-Анджелеса  | 20 декабря 2020  | Лучший режиссёр                            | Хлоя Чжао                                                           | Победа       | [ 32 ]        |
| Награда Ассоциации кинокритиков Лос-Анджелеса  | 20 декабря 2020  | Лучший оператор                            | Джошуа Джеймс Ричардс                                               | Второе место | [ 32 ]        |
| Награда Ассоциации кинокритиков Чикаго         | 21 декабря 2020  | Лучший фильм                               | «Земля кочевников»                                                  | Победа       | [ 33 ]        |
| Награда Ассоциации кинокритиков Чикаго         | 21 декабря 2020  | Лучший режиссёр                            | Хлоя Чжао                                                           | Победа       | [ 33 ]        |
| Награда Ассоциации кинокритиков Чикаго         | 21 декабря 2020  | Лучшая актриса                             | Фрэнсис Макдорманд                                                  | Победа       | [ 33 ]        |
| Награда Ассоциации кинокритиков Чикаго         | 21 декабря 2020  | Лучший актёр второго плана                 | Дэвид Стрэтэйрн                                                     | Номинация    | [ 33 ]        |
| Награда Ассоциации кинокритиков Чикаго         | 21 декабря 2020  | Лучший адаптированный сценарий             | Хлоя Чжао                                                           | Победа       | [ 33 ]        |
| Награда Ассоциации кинокритиков Чикаго         | 21 декабря 2020  | Лучшая операторская работа                 | Джошуа Джеймс Ричардс                                               | Победа       | [ 33 ]        |
| Награда Ассоциации кинокритиков Чикаго         | 21 декабря 2020  | Лучший монтаж                              | Хлоя Чжао                                                           | Номинация    | [ 33 ]        |
| Премия Кружка кинокритиков Флориды             | 21 декабря 2020  | Лучший фильм                               | «Земля кочевников»                                                  | Второе место | [ 34 ]        |
| Премия Кружка кинокритиков Флориды             | 21 декабря 2020  | Лучший режиссёр                            | Хлоя Чжао                                                           | Победа       | [ 34 ]        |
| Премия Кружка кинокритиков Флориды             | 21 декабря 2020  | Лучшая актриса                             | Фрэнсис Макдорманд                                                  | Победа       | [ 34 ]        |
| Премия Кружка кинокритиков Флориды             | 21 декабря 2020  | Лучшая актриса второго плана               | Суонки                                                              | Номинация    | [ 34 ]        |
| Премия Кружка кинокритиков Флориды             | 21 декабря 2020  | Лучший адаптированный сценарий             | Хлоя Чжао                                                           | Второе место | [ 34 ]        |
| Премия Кружка кинокритиков Флориды             | 21 декабря 2020  | Лучшая операторская работа                 | Джошуа Джеймс Ричардс                                               | Победа       | [ 34 ]        |
| Альянс женщин-киножурналистов                  | 4 января 2021    | Лучший фильм                               | «Земля кочевников»                                                  | Победа       | [ 35 ]        |
| Альянс женщин-киножурналистов                  | 4 января 2021    | Лучший режиссёр                            | Хлоя Чжао                                                           | Победа       | [ 35 ]        |
| Альянс женщин-киножурналистов                  | 4 января 2021    | Лучший адаптированный сценарий             | Хлоя Чжао                                                           | Победа       | [ 35 ]        |
| Альянс женщин-киножурналистов                  | 4 января 2021    | Лучший монтаж                              | Хлоя Чжао                                                           | Победа       | [ 35 ]        |
| Альянс женщин-киножурналистов                  | 4 января 2021    | Лучшая женщина-режиссёр                    | Хлоя Чжао                                                           | Номинация    | [ 35 ]        |
| Альянс женщин-киножурналистов                  | 4 января 2021    | Лучшая женщина-сценарист                   | Хлоя Чжао                                                           | Номинация    | [ 35 ]        |
| Альянс женщин-киножурналистов                  | 4 января 2021    | Лучшая актриса                             | Фрэнсис Макдорманд                                                  | Победа       | [ 35 ]        |
| Альянс женщин-киножурналистов                  | 4 января 2021    | Актриса, игнорирующая возраст и эйджизм    | Фрэнсис Макдорманд                                                  | Номинация    | [ 35 ]        |
| Альянс женщин-киножурналистов                  | 4 января 2021    | Лучшая операторская работа                 | Джошуа Джеймс Ричардс                                               | Победа       | [ 35 ]        |
| Премия Национального общества кинокритиков США | 9 января 2021    | Лучший фильм                               | «Земля кочевников»                                                  | Победа       | [ 36 ]        |
| Премия Национального общества кинокритиков США | 9 января 2021    | Лучший режиссёр                            | Хлоя Чжао                                                           | Победа       | [ 36 ]        |
| Премия Национального общества кинокритиков США | 9 января 2021    | Лучшая актриса                             | Фрэнсис Макдорманд                                                  | Победа       | [ 36 ]        |
| Премия Национального общества кинокритиков США | 9 января 2021    | Лучшая операторская работа                 | Джошуа Джеймс Ричардс                                               | Победа       | [ 36 ]        |
| Премия «Готэм»                                 | 11 января 2021   | Лучший фильм                               | «Земля кочевников»                                                  | Победа       | [ 37 ]        |
| Премия «Готэм»                                 | 11 января 2021   | Лучшая актриса                             | Фрэнсис Макдорманд                                                  | Номинация    | [ 37 ]        |
| Общество кинокритиков Сан-Диего                | 11 января 2021   | Лучший режиссёр                            | Хлоя Чжао                                                           | Победа       | [ 38 ]        |
| Общество кинокритиков Сан-Диего                | 11 января 2021   | Лучшая актриса                             | Фрэнсис Макдоманд                                                   | Второе место | [ 38 ]        |
| Общество кинокритиков Сан-Диего                | 11 января 2021   | Лучшая операторская работа                 | Джошуа Джеймс Ричардс                                               | Победа       | [ 38 ]        |
| Ассоциация кинокритиков Сент-Луиса             | 17 января 2021   | Лучший фильм                               | «Земля кочевников»                                                  | Победа       | [ 39 ]        |
| Ассоциация кинокритиков Сент-Луиса             | 17 января 2021   | Лучший режиссёр                            | Хлоя Чжао                                                           | Победа       | [ 39 ]        |
| Ассоциация кинокритиков Сент-Луиса             | 17 января 2021   | Лучшая актриса                             | Фрэнсис Макдорманд                                                  | Второе место | [ 39 ]        |
| Ассоциация кинокритиков Сент-Луиса             | 17 января 2021   | Лучший адаптированный сценарий             | Хлоя Чжао                                                           | Номинация    | [ 39 ]        |
| Ассоциация кинокритиков Сент-Луиса             | 17 января 2021   | Лучшая операторская работа                 | Джошуа Джеймс Ричард                                                | Победа       | [ 39 ]        |
| Ассоциация кинокритиков Сент-Луиса             | 17 января 2021   | Лучший монтаж                              | Хлоя Чжао                                                           | Победа       | [ 39 ]        |
| Ассоциация кинокритиков Сент-Луиса             | 17 января 2021   | Лучшая запись                              | Людовико Эйнауди                                                    | Второе место | [ 39 ]        |
| Общество кинокритиков Хьюстона                 | 18 января 2021   | Лучший фильм                               | «Земля кочевников»                                                  | Победа       | [ 40 ]        |
| Общество кинокритиков Хьюстона                 | 18 января 2021   | Лучший режиссёр                            | Хлоя Чжао                                                           | Победа       | [ 40 ]        |
| Общество кинокритиков Хьюстона                 | 18 января 2021   | Лучший сценарий                            | Хлоя Чжао                                                           | Номинация    | [ 40 ]        |
| Общество кинокритиков Хьюстона                 | 18 января 2021   | Лучшая актриса                             | Фрэнсис Макдорманд                                                  | Номинация    | [ 40 ]        |
| Общество кинокритиков Хьюстона                 | 18 января 2021   | Лучшая операторская работа                 | Джошуа Джеймс Ричардс                                               | Номинация    | [ 40 ]        |
| Национальный совет кинокритиков США            | 26 января 2021   | Десять лучших фильмов                      | «Земля кочевников»                                                  | Победа       | [ 26 ]        |
| Премия Лондонского кружка кинокритиков         | 7 февраля 2021   | Фильм года                                 | «Земля кочевников»                                                  | Победа       | [ 41 ]        |
| Премия Лондонского кружка кинокритиков         | 7 февраля 2021   | Режиссёр года                              | Хлоя Чжао                                                           | Номинация    | [ 41 ]        |
| Премия Лондонского кружка кинокритиков         | 7 февраля 2021   | Актриса года                               | Фрэнсис Макдорманд                                                  | Победа       | [ 41 ]        |
| Премия Лондонского кружка кинокритиков         | 7 февраля 2021   | Сценарий года                              | Хлоя Чжао                                                           | Победа       | [ 41 ]        |
| Премия Лондонского кружка кинокритиков         | 7 февраля 2021   | Премия за технические достижения           | Джошуа Джеймс Ричардс                                               | Номинация    | [ 41 ]        |
| «Спутник»                                      | 15 февраля 2021  | Лучший фильм                               | «Земля кочевников»                                                  | Победа       | [ 42 ]        |
| «Спутник»                                      | 15 февраля 2021  | Лучший режиссёр                            | Хлоя Чжао                                                           | Победа       | [ 42 ]        |
| «Спутник»                                      | 15 февраля 2021  | Лучший адаптированный сценарий             | Хлоя Чжао                                                           | Номинация    | [ 42 ]        |
| «Спутник»                                      | 15 февраля 2021  | Лучший монтаж                              | Хлоя Чжао                                                           | Номинация    | [ 42 ]        |
| «Спутник»                                      | 15 февраля 2021  | Лучшая актриса — кинофильм                 | Фрэнсис Макдорманд                                                  | Победа       | [ 42 ]        |
| «Спутник»                                      | 15 февраля 2021  | Лучший актёр второго плана — кинофильм     | Дэвид Стрэтэйрн                                                     | Номинация    | [ 42 ]        |
| «Спутник»                                      | 15 февраля 2021  | Лучшая операторская работа                 | Джошуа Джеймс Ричард                                                | Номинация    | [ 42 ]        |
| «Спутник»                                      | 15 февраля 2021  | Лучший звук                                | Серхио Диас, Зак Сейверс и М. Вольф Снайдер                         | Номинация    | [ 42 ]        |
| Общество кинокритиков Сиэтла                   | 15 февраля 2021  | Лучший фильм                               | «Земля кочевников»                                                  | Победа       | [ 43 ]        |
| Общество кинокритиков Сиэтла                   | 15 февраля 2021  | Лучший режиссёр                            | Хлоя Чжао                                                           | Победа       | [ 43 ]        |
| Общество кинокритиков Сиэтла                   | 15 февраля 2021  | Лучший сценарий                            | Хлоя Чжао                                                           | Номинация    | [ 43 ]        |
| Общество кинокритиков Сиэтла                   | 15 февраля 2021  | Лучший монтаж                              | Хлоя Чжао                                                           | Победа       | [ 43 ]        |
| Общество кинокритиков Сиэтла                   | 15 февраля 2021  | Лучшая актриса                             | Фрэнсис Макдорманд                                                  | Победа       | [ 43 ]        |
| Общество кинокритиков Сиэтла                   | 15 февраля 2021  | Лучшая операторская работа                 | Джошуа Джеймс Ричардс                                               | Победа       | [ 43 ]        |
| Премия британского независимого кино           | 18 февраля 2021  | Лучший международный независимый фильм     | «Земля кочевников»                                                  | Победа       | [ 44 ]        |
| Американский институт киноискусства            | 26 февраля 2021  | 10 лучших фильмов                          | «Земля кочевников»                                                  | Победа       | [ 27 ]        |
| Золотой глобус                                 | 28 февраля 2021  | Лучший фильм — драма                       | «Земля кочевников»                                                  | Победа       | [ 22 ]        |
| Золотой глобус                                 | 28 февраля 2021  | Лучшая актриса — драма                     | Фрэнсис Макдорманд                                                  | Номинация    | [ 22 ]        |
| Золотой глобус                                 | 28 февраля 2021  | Лучший режиссёр                            | Хлоя Чжао                                                           | Победа       | [ 22 ]        |
| Золотой глобус                                 | 28 февраля 2021  | Лучший сценарий                            | Хлоя Чжао                                                           | Номинация    | [ 22 ]        |
| Ассоциация голливудских критиков               | 5 марта 2021     | Лучший фильм                               | «Земля кочевников»                                                  | Номинация    | [ 45 ]        |
| Ассоциация голливудских критиков               | 5 марта 2021     | Лучшая женщина-режиссёр                    | Хлоя Чжао                                                           | Победа       | [ 45 ]        |
| Ассоциация голливудских критиков               | 5 марта 2021     | Лучший адаптированный сценарий             | Хлоя Чжао                                                           | Номинация    | [ 45 ]        |
| Ассоциация голливудских критиков               | 5 марта 2021     | Лучший монтаж                              | Хлоя Чжао                                                           | Номинация    | [ 45 ]        |
| Ассоциация голливудских критиков               | 5 марта 2021     | Лучшая актриса                             | Фрэнсис Макдорманд                                                  | Номинация    | [ 45 ]        |
| Ассоциация голливудских критиков               | 5 марта 2021     | Лучшая операторская работа                 | Джошуа Джеймс Ричардс                                               | Победа       | [ 45 ]        |
| Премия AACTA                                   | 5 марта 2021     | Лучший международный фильм                 | «Земля кочевников»                                                  | Номинация    | [ 46 ]        |
| Премия AACTA                                   | 5 марта 2021     | Лучший международный режиссёр              | Хлоя Чжао                                                           | Победа       | [ 46 ]        |
| Премия AACTA                                   | 5 марта 2021     | Лучший международный сценарий              | Хлоя Чжао                                                           | Номинация    | [ 46 ]        |
| Премия AACTA                                   | 5 марта 2021     | Лучшая международная актриса               | Фрэнсис Макдорманд                                                  | Номинация    | [ 46 ]        |
| Премия AACTA                                   | 5 марта 2021     | Лучший международный актёр второго плана   | Дэвид Стрэтэрйн                                                     | Номинация    | [ 46 ]        |
| Премия AACTA                                   | 5 марта 2021     | Лучшая международная актриса второго плана | Суонки                                                              | Номинация    | [ 46 ]        |
| Выбор критиков                                 | 7 марта 2021     | Лучший фильм                               | «Земля кочевников»                                                  | Победа       | [ 23 ]        |
| Выбор критиков                                 | 7 марта 2021     | Лучший режиссёр                            | Хлоя Чжао                                                           | Победа       | [ 23 ]        |
| Выбор критиков                                 | 7 марта 2021     | Лучший оригинальный сценарий               | Хлоя Чжао                                                           | Победа       | [ 23 ]        |
| Выбор критиков                                 | 7 марта 2021     | Лучший монтаж                              | Хлоя Чжао                                                           | Номинация    | [ 23 ]        |
| Выбор критиков                                 | 7 марта 2021     | Лучшая актриса                             | Фрэнсис Макдорманд                                                  | Номинация    | [ 23 ]        |
| Выбор критиков                                 | 7 марта 2021     | Лучшая операторская работа                 | Джошуа Джеймс Ричардс                                               | Победа       | [ 23 ]        |
| Премия Гильдии продюсеров США                  | 24 марта 2021    | Лучший продюсер фильма                     | Фрэнсис Макдорманд, Питер Спирс, Молли Эшер, Дэн Джанви и Хлоя Чжао | Победа       | [ 47 ]        |
| Премия Гильдии киноактёров США                 | 4 апреля 2021    | Лучшая актриса                             | Фрэнсис Макдорманд                                                  | Номинация    | [ 48 ]        |
| Премия Гильдии режиссёров Америки              | 10 апреля 2021   | Лучший режиссёр фильма                     | Хлоя Чжао                                                           | Победа       | [ 49 ]        |
| BAFTA                                          | 11 апреля 2021   | Лучший фильм                               | «Земля кочевников»                                                  | Победа       | [ 50 ]        |
| BAFTA                                          | 11 апреля 2021   | Лучший режиссёр                            | Хлоя Чжао                                                           | Победа       | [ 50 ]        |
| BAFTA                                          | 11 апреля 2021   | Лучший адаптированный сценарий             | Хлоя Чжао                                                           | Номинация    | [ 50 ]        |
| BAFTA                                          | 11 апреля 2021   | Лучший монтаж                              | Хлоя Чжао                                                           | Номинация    | [ 50 ]        |
| BAFTA                                          | 11 апреля 2021   | Лучшая актриса                             | Фрэнсис Макдорманд                                                  | Победа       | [ 50 ]        |
| BAFTA                                          | 11 апреля 2021   | Лучшая операторская работа                 | Джошуа Джеймс Ричардс                                               | Победа       | [ 50 ]        |
| BAFTA                                          | 11 апреля 2021   | Лучший звук                                | Серджио Диас, Зак Сайверс, M. Вольф Снайдер                         | Номинация    | [ 50 ]        |
| Премия Американской ассоциации монтажёров      | 17 апреля 2021   | Лучший монтаж драматического фильма        | Хлоя Чжао                                                           | Номинация    | [ 51 ]        |
| «Независимый дух»                              | 22 апреля 2021   | Лучший фильм                               | «Земля кочевников»                                                  | Победа       | [ 24 ]        |
| «Независимый дух»                              | 22 апреля 2021   | Лучший режиссёр                            | Хлоя Чжао                                                           | Победа       | [ 24 ]        |
| «Независимый дух»                              | 22 апреля 2021   | Лучшая актриса                             | Фрэнсис Макдорманд                                                  | Номинация    | [ 24 ]        |
| «Независимый дух»                              | 22 апреля 2021   | Лучшая операторская работа                 | Джошуа Джеймс Ричардс                                               | Победа       | [ 24 ]        |
| «Независимый дух»                              | 22 апреля 2021   | Лучший монтаж                              | Хлоя Чжао                                                           | Победа       | [ 24 ]        |
| Оскар                                          | 25 апреля 2021   | Лучший фильм                               | «Земля кочевников»                                                  | Победа       | [ 52 ]        |
| Оскар                                          | 25 апреля 2021   | Лучший режиссёр                            | Хлоя Чжао                                                           | Победа       | [ 52 ]        |
| Оскар                                          | 25 апреля 2021   | Лучшая актриса                             | Фрэнсис Макдорманд                                                  | Победа       | [ 52 ]        |
| Оскар                                          | 25 апреля 2021   | Лучший адаптированный сценарий             | Хлоя Чжао                                                           | Номинация    | [ 52 ]        |
| Оскар                                          | 25 апреля 2021   | Лучшая операторская работа                 | Джошуа Джеймс Ричардс                                               | Номинация    | [ 52 ]        |
| Оскар                                          | 25 апреля 2021   | Лучший монтаж                              | Хлоя Чжао                                                           | Номинация    | [ 52 ]        |